# Felix Wiedwald
Felix Wiedwald (* 15. März 1990 in Thedinghausen) ist ein ehemaliger deutscher Fußballtorwart. Die meisten Einsätze absolvierte er für Werder Bremen.

## Karriere

### Vereine
Wiedwald begann das Fußballspielen beim TSV Achim. Im Alter von neun Jahren wechselte er zu Werder Bremen, wo er alle Jugendabteilungen durchlief und mit den C- und A-Junioren die norddeutsche Meisterschaft gewann. In seinem letzten Jugendjahr nahm er gelegentlich am Training des Profikaders teil, mit dem er im Januar 2009 ein Trainingslager absolvierte. Zur Saison 2009/10 wurde er Teil der zweiten Mannschaft, für die er am 26. September 2009 beim 2:2-Auswärtsspiel beim FC Carl Zeiss Jena in der 3. Liga sein Profiligadebüt bestritt. Danach hütete er regelmäßig das Tor der Reserve und erhielt im Februar 2010 einen bis 2012 datierten Profivertrag. 
Im Sommer 2011 wechselte Wiedwald zum MSV Duisburg. Er unterschrieb einen Dreijahresvertrag bis 2014. Hier war er zunächst Ersatztorhüter hinter Florian Fromlowitz und musste bis zum 18. November 2011 (14. Spieltag) warten, bis er im Heimspiel gegen Eintracht Braunschweig erstmals den Vorzug vor Fromlowitz erhielt.
Nach dem Zwangsabstieg des MSV Duisburg wechselte Wiedwald zur Saison 2013/14 als Ersatztorwart hinter Kevin Trapp zu Eintracht Frankfurt. Er unterschrieb einen Vertrag bis zum 30. Juni 2015. Sein Pflichtspiel-Debüt für Eintracht Frankfurt absolvierte er am 12. Dezember 2013 in der Europa League gegen APOEL Nikosia; zu seinem ersten Einsatz in der Bundesliga kam er am 2. Februar 2014, als er im Spiel gegen den FC Bayern München für den verletzten Kevin Trapp eingewechselt wurde. Am 5. Spieltag der Saison 2014/15 verletzte sich Trapp gegen den 1. FSV Mainz 05 schwer an der Syndesmose und Wiedwald wurde in der Schlussphase eingewechselt. Am 6. Spieltag stand Wiedwald beim 2:1-Auswärtssieg über den Hamburger SV erstmals von Beginn an in der Bundesliga im Tor der Frankfurter, nachdem ihm trotz der kurzfristigen Verpflichtung des erfahreneren Torhüters Timo Hildebrand von den Eintracht-Verantwortlichen das Vertrauen als Vertreter Trapps ausgesprochen worden war.
Zur Saison 2015/16 kehrte Wiedwald zu Werder Bremen zurück, bei dem er einen Vertrag bis zum 30. Juni 2017 und die Rückennummer 42 erhielt. In Bremen lieferte sich Wiedwald mit Jaroslav Drobný einen Zweikampf um die Position des Stammtorwarts. Nachdem er in der Saison 2016/17 mehr als 20 Bundesligaspiele absolviert hatte, verlängerte sich seine Vertragslaufzeit um ein weiteres Jahr.
Trotzdem verließ er Bremen nach Saisonende und schloss sich dem englischen Zweitligisten Leeds United an.
Zur Saison 2018/19 kehrte Wiedwald zu Eintracht Frankfurt zurück. Mitte Juni 2018 unterschrieb er beim Pokalsieger der Vorsaison einen Vertrag bis 2021. Nachdem er in der Hinrunde hinter Kevin Trapp und Frederik Rønnow zu keinem Pflichtspieleinsatz gekommen war, kehrte er Anfang Januar 2019 bis zum Ende der Zweitligasaison 2018/19 auf Leihbasis zum MSV Duisburg zurück, mit dem er am Saisonende als Tabellenletzter abstieg.
Anfang Oktober 2020 wechselte Wiedwald für eine Saison zum FC Emmen in die Eredivisie. Nach einem halben Jahr Vereinslosigkeit nahm ihn Zweitligist SV Sandhausen im Januar 2022 unter Vertrag. Seit August 2022 hielt sich Wiedwald bei der U23 des SV Werder Bremen fit. Im Anschluss an das Abschiedsspiel von Claudio Pizarro am 24. September 2022 im Bremer Weserstadion, bei dem Wiedwald auf dem Feld stand, gab der 32-jährige sein Karriereende bekannt.
Seit 2023 tritt er sporadisch für Frisia Wilhelmshaven in der siebtklassigen Bezirksliga Weser/Ems an.

### Nationalmannschaft
Nach seinen ersten Einsätzen im Juniorenbereich wurde Wiedwald einmalig für eine Nachwuchsauswahlmannschaft des DFB berufen. Dabei stand er im Kader der U20 für das Länderspiel gegen Österreich am 13. November 2009 und hütete in der zweiten Halbzeit das Tor.